# Balliamo con Fred Buscaglione
Balliamo con Fred Buscaglione è il quarto album inciso in studio da Fred Buscaglione.

## Il disco
L'album ebbe un riscontro commerciale molto basso.
Tra i brani si ricordano lo strumentale Armen's Theme, la moderna interpretazione di Parlami d'amore Mariù, oppure Pericolosissima. Tutti i brani presenti nell'album furono stampati anche su 78 e 45 giri.

## Tracce
Lato A
1. Armen's Theme (Ross Bagdasarian)
2. Voglio scoprir l'America (Natalino Otto)
3. 5-10-15 Hours (Rudolph Toombs)
4. Parlami d'amore Mariù (Cesare Andrea Bixio)

Lato B
1. Too Marvelous for Words (Johnny Mercer,  Richard Whiting)
2. Pericolosissima (Armando Costanzo, Eugenio Calzia)
3. Bonsoir (Bonsoir Jolie Madame) – 2:29 (Charles Trenet)
4. Rock Right (Sherman Edwards)

## Formazione
- Fred Buscaglione - voce (2, 6, 7, 8)
- Fatima Robin's - voce (3, 4, 5, 8)

### Asternovas
- Gianni Saiu – chitarra
- Dino Arrigotti – pianoforte
- Carletto Bistrussu – batteria
- Berto Pisano – contrabbasso
- Giulio Libano – tromba
- Giorgio Giacosa – sax, clarinetto, flauto